# كيورا كايتشن (تشيلي)
كيورا كايتشن (بالإسبانية: Curacautín) هي بلدية تقع في تشيلي في Malleco Province.[بحاجة لمصدر] يقدر عدد سكانها بـ 16,508 نسمة ومساحتها 1,664.0 كم2 وترتفع عن سطح البحر 542 متر.